# Philautus umbra
Philautus umbra là một loài ếch trong họ Rhacophoridae. Chúng được tìm thấy ở Malaysia và có thể cả ở Brunei.
Môi trường sống tự nhiên của chúng là các khu rừng ẩm ướt đất thấp hoặc vùng núinhiệt đới hoặc cận nhiệt đới.